# Artista de guerra

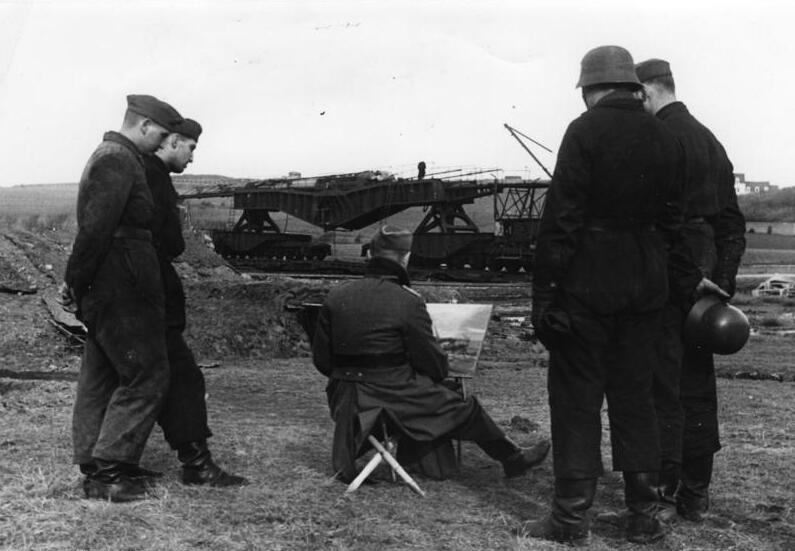
Um artista de guerra na França ocupada pela Alemanha em 1941

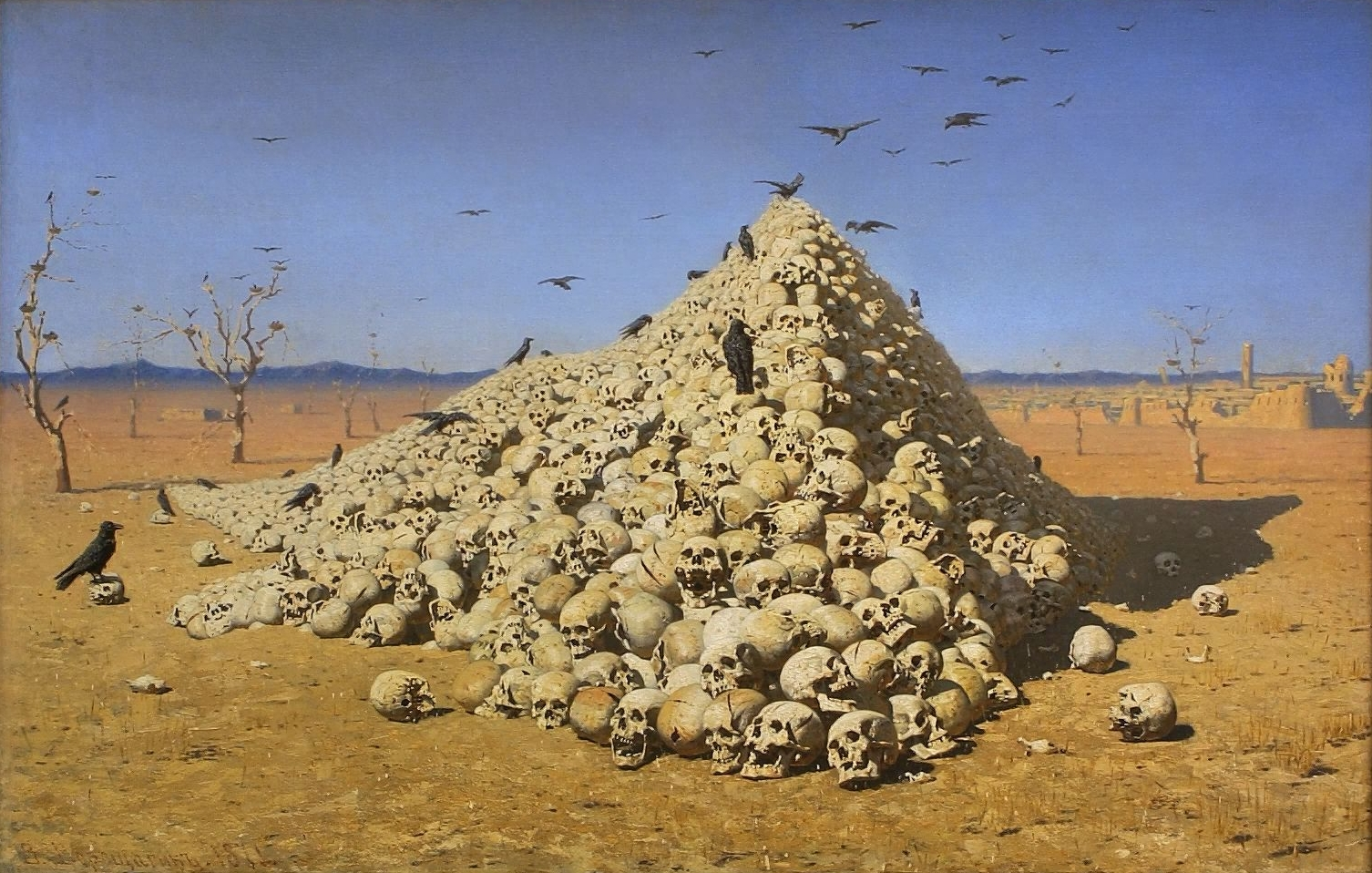
A Apoteose da Guerra por Vasily Vereshchagin

Um artista de guerra é um artista comissionado por um governo ou publicação, ou automotivado, para documentar a sua experiência de guerra em primeira mão sob a forma de um registo ilustrativo ou de uma descrição de como a guerra molda vidas. Os artistas de guerra exploram as dimensões visuais e sensoriais da guerra, muitas vezes ausentes em histórias escritas ou outros relatos de guerra.
Os artistas de guerra podem estar envolvidos como espectadores das cenas, militares que respondem a poderosos impulsos internos para retratar a experiência direta da guerra, ou indivíduos que são oficialmente comissionados para estar presentes e registrar a atividade militar. Um artista de guerra cria um relato visual do impacto da guerra, mostrando como homens e mulheres estão à espera, preparando-se, lutando, sofrendo, celebrando, ou destruídos, como na pintura de Vasily Vereshchagin de 1871, A Apoteose da Guerra.
As obras produzidas por artistas de guerra ilustram e registram muitos aspectos da guerra e da experiência individual da guerra, seja ela aliada ou inimiga, militar ou civil, militar ou política, social ou cultural. O papel do artista e de sua obra é abraçar as causas, o curso e as consequências do conflito e tem um propósito essencialmente educacional.
Os artistas registram as atividades militares de uma forma que as câmeras e a palavra escrita não conseguem. Sua arte coleta e destila as experiências dos homens e mulheres que a suportaram a guerra. Os artistas e suas obras 
de arte afetam o modo como as gerações subsequentes veem os conflitos militares. Por exemplo, os artistas de guerra australianos que cresceram entre as duas guerras mundiais foram influenciados pelas obras de arte que retratavam a Primeira Guerra Mundial, e houve um precedente e um formato a seguir.
Artistas de guerra oficiais foram nomeados por governos para fins de informação ou propaganda e para registrar eventos no campo de batalha, mas existem muitos outros tipos de artistas de guerra. Estes podem incluir combatentes que são artistas e optam por registar as suas experiências, não combatentes que são testemunhas de guerra, e prisioneiros de guerra que podem voluntariamente registar as condições ou ser nomeados artistas de guerra por oficiais superiores.
Na Nova Zelândia, o título "artista de guerra" mudou para "artista do exército" após as duas guerras mundiais. Nos Estados Unidos, o termo "artista de combate" passou a significar a mesma coisa.